# Дрогобицький деканат
Дрогобицький деканат — колишня структурна одиниця Перемишльської єпархії греко-католицької церкви з центром в м. Дрогобич. Очолював деканат декан.

## Територія
В 1936 році в Дрогобицькому деканаті було 16 парафій:
1. Парафія с. Болохівці з приходом у с. Найдорф;
2. Парафія с. Брониця з філією в с. Брониця Горішня;
3. Парафія с. Вацевичі з філією в с. Снятинка та приходом у с. Підгора, с. Раковець, с. Старе Село, с. Скибичі;
4. Парафія с. Гаї Нижні з філією в с. Гаї Вижні;
5. Парафія с. Далява з філією в с. Солонсько;
6. Парафія м. Дрогобич з філіями в передмістях Горішна Брама, Зварицьке, Завіжне, Лішнянське, Задвірне;
7. Парафія с. Лішня з філією в с. Монастир Лішнянський;
8. Парафія с. Лужок Долішній;
9. Парафія с. Медвежа;
10. Парафія с. Михалевичі з філією в с. Почаєвичі та приходом у с. Хатки, с. Мартинпіль;
11. Парафія с. Нагуєвичі з філією в с. Нагуєвичі Вижні;
12. Парафія с. Раневичі;
13. Парафія с. Рихтичі Руські;
14. Парафія с. Унятичі;
15. Парафія с. Якубова Воля;
16. Парафія с. Ясениця Сільна.

### Декан
- 1936 — Іванусів Микола у Вацевичах.

### Кількість парафіян
1936 — 36 190 осіб.
Деканат було ліквідовано в 1946 р.